# MotoGP
A Gyorsaságimotoros-világbajnokság, ismertebb nevén MotoGP a motorkerékpársport legmagasabb osztálya, szabályait az FIM határozza meg. Hasonló sorozat a Superbike-világbajnokság és a Supersport-világbajnokság. 1949 óta minden évben megrendezik. A versenysorozatban jelenleg három kategória található, Moto3, Moto2, és a MotoGP. A MotoGP világbajnoki címvédője Jorge Martín.

## Története
A FIM Gyorsasági Motoros Világbajnokságot, ismertebb nevén a MotoGP-t, 1949 óta rendezik meg minden évben.

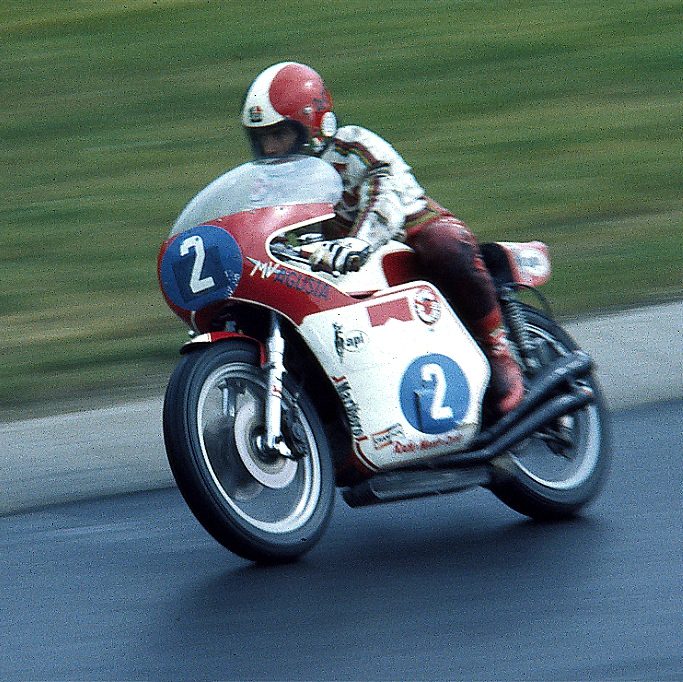
A versenysorozat legsikeresebb versenyzője, Giacomo Agostini 1976-ban

Nagyon sokáig a 125, a 250, valamint az 500 köbcentiméteres motoroknak írtak ki külön kategóriát. Ezen kívül a 350 cm³ kategóriások is futottak egészen 1982-ig, valamint a kisebb motorok, mint az 50 (1962–1983) és a 80 cm³-sek (1984–1989) is részt vehettek a sorozatban. Sokáig az oldalkocsis motorkerékpároknak is volt külön osztályuk.

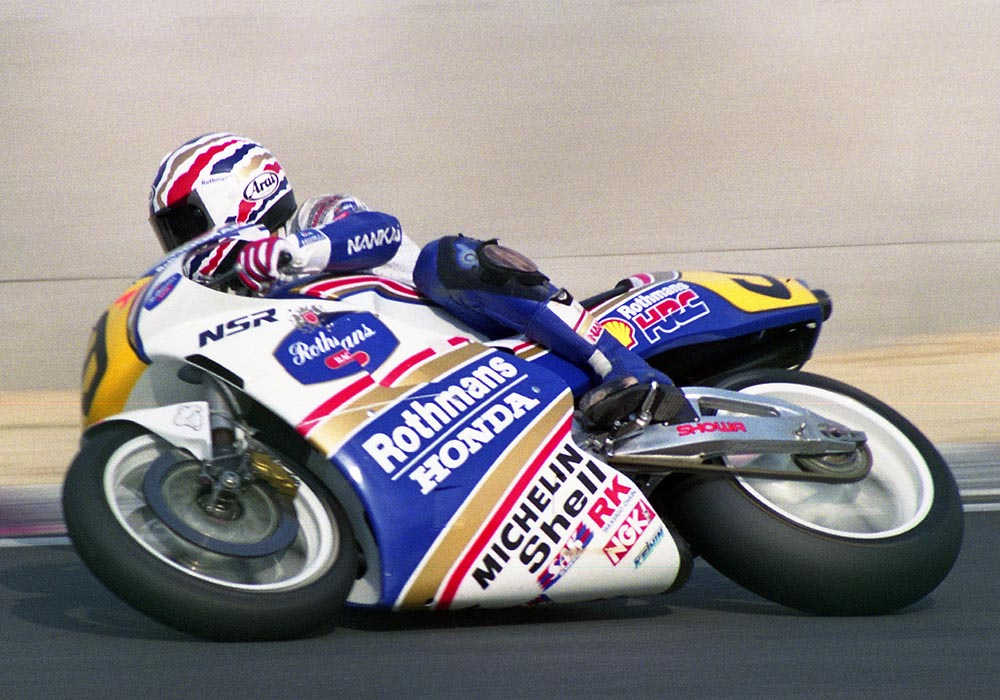
Mick Doohan 1990-ben

Míg a 125 és 250 köbcentiméteres versenyek nem változtak, addig 2002-ben az 500 köbcentis motorosztály nagy változáson ment keresztül az új MotoGP szabályok bevezetésével, miszerint megengedték a versenyben a 990 köbcentiméteres, négyütemű motorok használatát (ekkor változott az addigi 500 cm³-es kategória neve MotoGP-re). A 2007-es szezonban a legmagasabb osztály motorjainak hengerűrtartalmát 800 cm³-re csökkentették le. A korábbi 250-es kategóriát 2010-től váltotta fel a Moto2. Ebben egységesen Honda-alapú négyhengeres, négyütemű 600 köbcentiméteres erőforrásokat használnak. Így a GP kategóriái valamivel közelebb kerültek az utcán használatos motorokhoz. 2012-ben újra változtak a királykategória szabályai: ismét 1000 köbcentiméter a lökettérfogat felső határa. Ennél nagyobb horderejű változás azonban, hogy a 125-ös kategóriát megszüntették, helyét az egyhengeres, négyütemű 250-eseket felvonultató Moto3 vette át.
Jelenleg három széria kap helyet a sportágban: a Moto3, a Moto2 és a MotoGP.
A MotoGP történetének legsikeresebb versenyzője Giacomo Agostini, aki tizenöt bajnokságot és 122 versenyt nyert az 500-as és a 350-es motorosztályban együttvéve, a legutolsót 1975-ben. A spanyol Angel Nieto a második a listán tizenhárom első helyezéssel a bajnokságokon, és 90 versenyt nyert a 125 köbcentiméteres osztályban, utolsó győzelmét 1986-ban aratta.
Szintén sikeres versenyző volt még Mike Hailwood, Mick Doohan és Phil Read.
Valentino Rossi a jelenlegi mezőny legsikeresebb motorosa, aki összesen kilenc világbajnoki címre tett szert négy különböző kategóriában.

## Versenyzők, konstruktőrök

### A legsikeresebb versenyzők

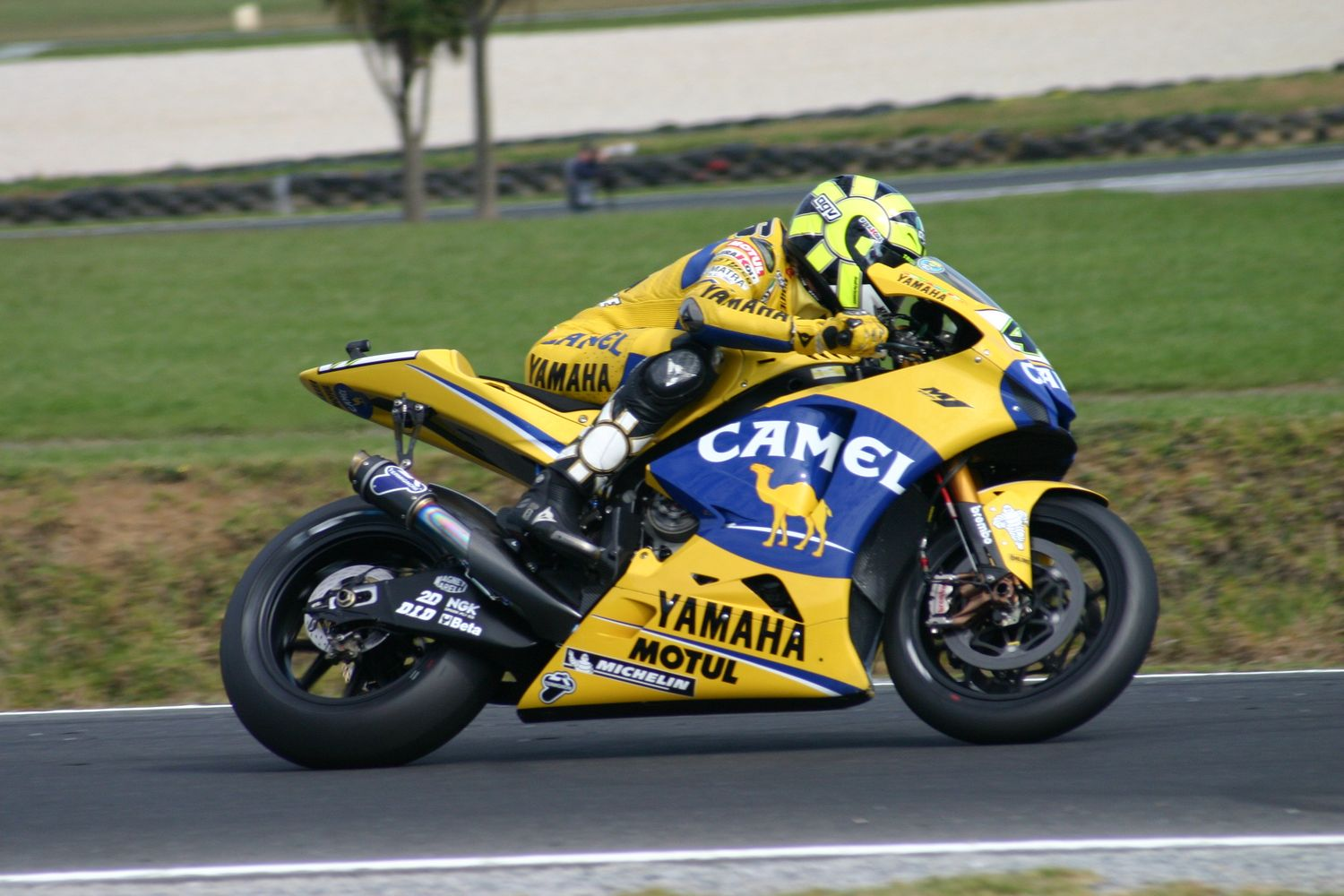
Rossi 2006-ban

| A legsikeresebb versenyzők | Versenyző        | Versenygyőzelem |
| -------------------------- | ---------------- | --------------- |
| 1.                         | Giacomo Agostini | 122             |
| 2.                         | Valentino Rossi  | 115             |
| 3.                         | Ángel Nieto      | 90              |
| 4.                         | Marc Márquez     | 85              |
| 5.                         | Rolf Biland      | 81              |
| 6.                         | Mike Hailwood    | 76              |
| 7.                         | Jorge Lorenzo    | 68              |
| 8.                         | Mick Doohan      | 54              |
| 9.                         | Dani Pedrosa     | 54              |
| 10.                        | Phil Read        | 52              |

### A legsikeresebb konstruktőrök

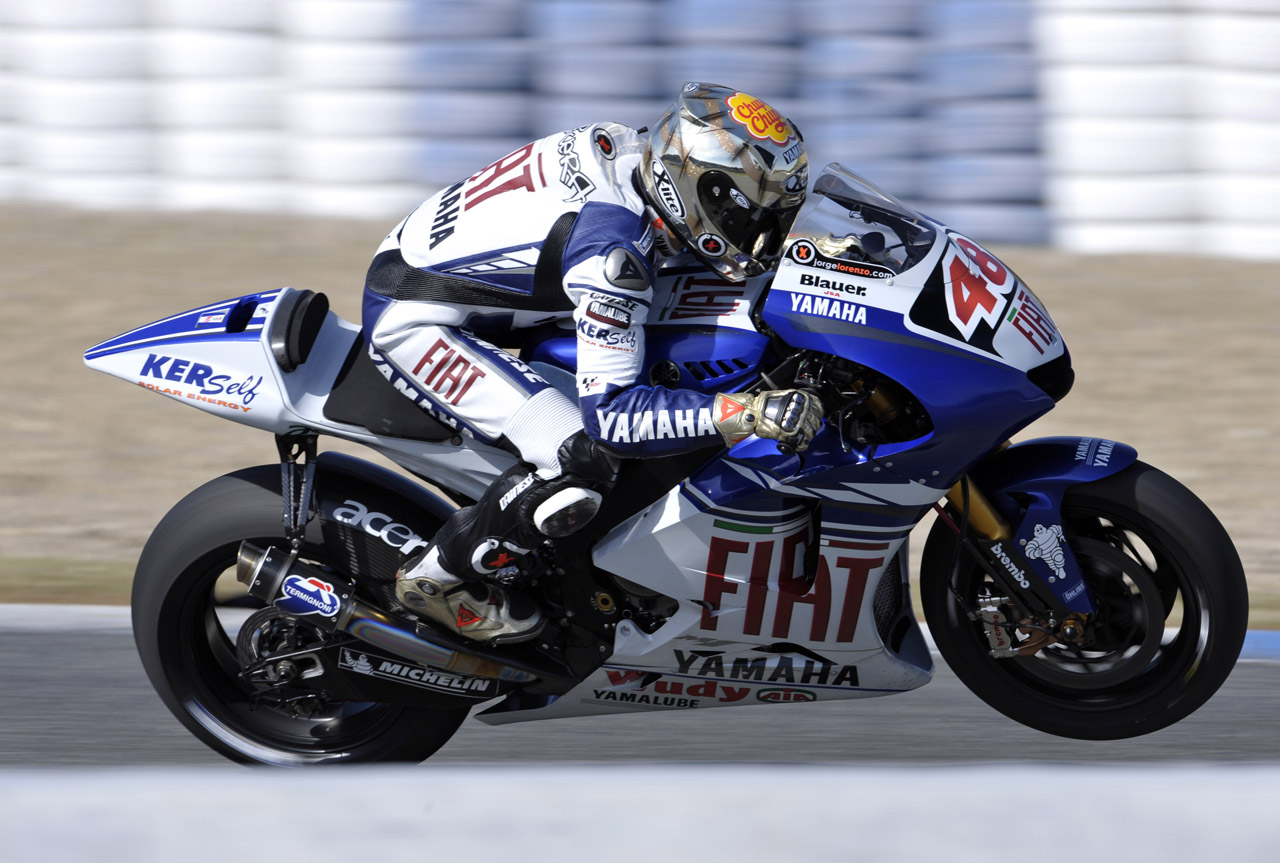
Jorge Lorenzo 2008-ban

|     | Konstruktőr | Versenygyőzelem |
| --- | ----------- | --------------- |
| 1.  | Honda       | 816             |
| 2.  | Yamaha      | 517             |
| 3.  | Aprilia     | 297             |
| 4.  | MV Agusta   | 275             |
| 5.  | Suzuki      | 162             |
| 6.  | Kalex       | 109             |
| 7.  | Derbi       | 107             |
| 8.  | KTM         | 106             |
| 9.  | Kawasaki    | 85              |
| 10. | Ducati      | 75              |
| 11. | Kreidler    | 65              |
| 12. | Garelli     | 51              |
| 13. | Gilera      | 47              |

- 2023-as szezon végi adatok.

## A különböző kategóriák motorjai
A motorok a két azonos méretű kerékből egy meghajtottal rendelkezhetnek. Kizárólag belső égésű motorral hajthatóak, és egy személy vezetheti őket. Kizárólag két- vagy négyütemű szívómotorok lhasználhatóak. A sebességváltók maximum 6 fokozatúak lehetnek.
A motorokat a hengerűrtartalmuk szerint három osztályba osztják:

### Moto3

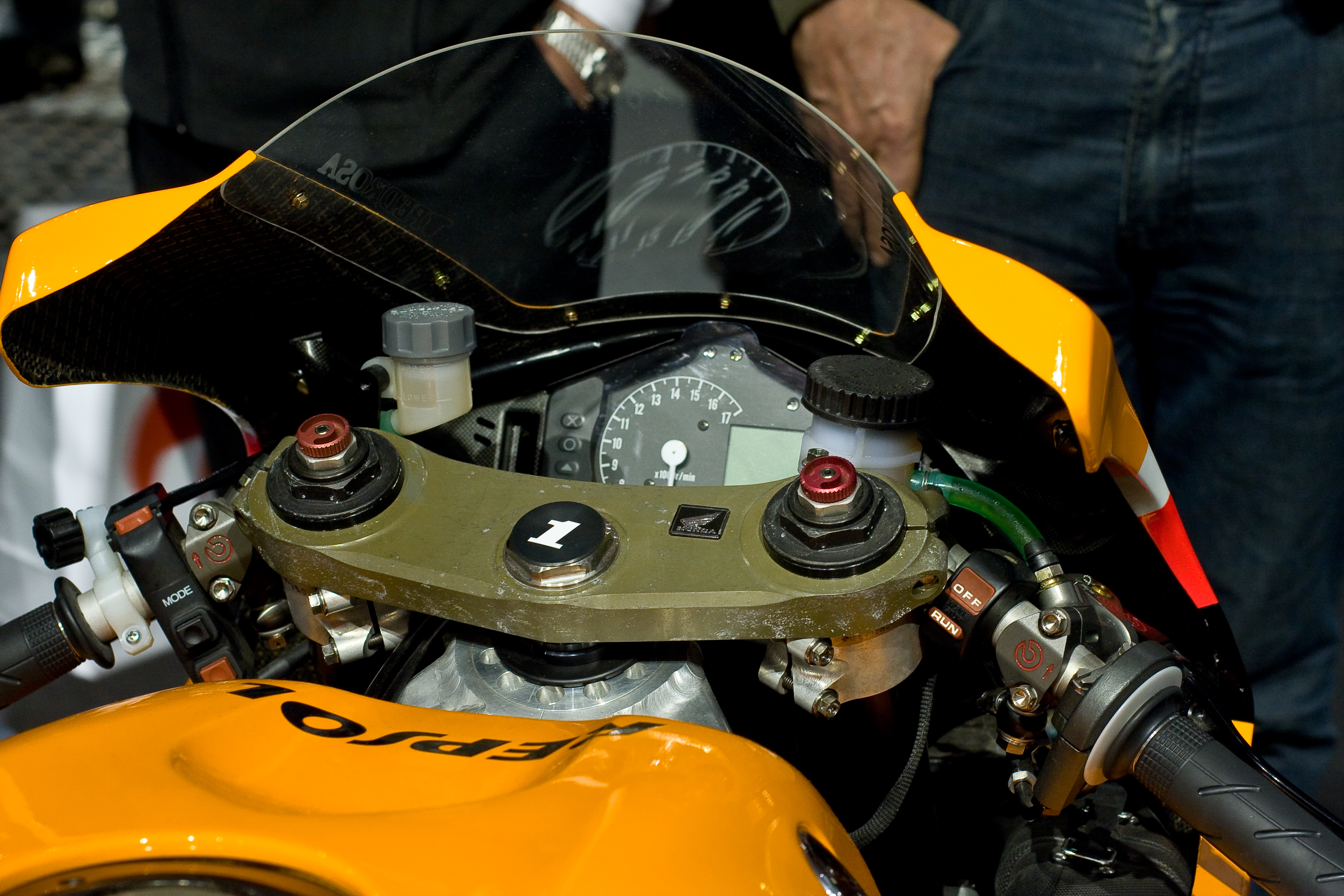
A HondaRCV212 kormánya

A legkisebb kategóriában  maximálisan 250 cm³ lökettérfogatú, egyhengeres négyütemű motor alkalmazható a motorkerékpár meghajtására. Négyütemű elven működhet a motor (így például a Wankel-motor használata nem megengedett). Kizárólag fém alapanyagú féktárcsák alkalmazása megengedett.

### Moto2
A Moto2-ben valamennyi motorkerékpár egyféle erőforrást használ: Honda-alapú, 600 cm³-es soros négy hengeres motorokkal futnak. A versenygépek ezen motorblokk köré épülő együléses prototípusok.2019-től 765 köbcentis Triumph blokkok jöttek amelyekben  elektronika van.

## Yamaha YZR-M1 2016
| Motor:             | Folyadékhűtéses, négyhengeres soros motor, crossplane-főtengellyel                                                                                              |
| Hengerűrtartalom:  | 1000 köbcentiméter |
| Max. teljesítmény: | Több mint 240 lóerő |
| Sebességváltó:     | Hatsebességes, kazettás váltó, változtatható áttételekkel |
| ECU:               | Magneti Marelli |
| Váz:               | Alumínium deltabox váz, állítható kormánygeometriával és alumínium lengőkarral                                                                                  |
| Felfüggesztés:     | Fejenálló Öhlins teleszkópvilla, Öhlins központi rugóstag, elöl-hátul állítható rugóelőfeszítés és csillapítás                                                  |
| Fékrendszer:       | Elöl két 320 mm, vagy 340 mm-es átmérőjű, kompozit féktárcsa négydugattyús Brembo féknyergekkel, hátul szimpla acél féktárcsa kétdugattyús Brembo féknyereggel. |
| Kerekek:           | 17 colos átmérőjű, kovácsolt magnézium felnik |
| Gumik:             | Michelin |
| Tömeg:             | 157 kg |

A MotoGP kategóriában kizárólag prototípusok indíthatók, vagyis az itt indított motorkerékpárok még átalakításokkal sem hozhatók kereskedelmi forgalomba.
A motorok természetesen ebben a kategóriában a legerősebbek és a leggyorsabbak. Az eddig mért legnagyobb sebesség 350 km/h körüli (Dovizioso 2015-ben a katari futamon 355km/h-t is elérte). A köridőket tekintve például a Sanghajban a MotoGP-s köridők 2 perc körül mozognak, míg a Formula–1-ben körülbelül 1 perc 35 másodperc alatt érnek körbe a pályán a versenyzők száraz körülmények között, mert 2 kerék nem tapad úgy, mint 4.

## Tömeglimitek
| Hengerek száma | 2004-es minimum | 2007-es minimum | Különbség |
| -------------- | --------------- | --------------- | --------- |
| 2 henger       | 135 kg          | 137 kg          | 2 kg      |
| 3 henger       | 135 kg          | 140.5 kg        | 5.5 kg    |
| 4 henger       | 145 kg          | 148 kg          | 3 kg      |
| 5 henger       | 145 kg          | 155.5 kg        | 10.5 kg   |
| 6 henger       | 155 kg          | 163 kg          | 8 kg      |

## Pontozás
| Pozíció | 1  | 2  | 3  | 4  | 5  | 6  | 7 | 8 | 9 | 10 | 11 | 12 | 13 | 14 | 15 |
| Pont    | 25 | 20 | 16 | 13 | 11 | 10 | 9 | 8 | 7 | 6  | 5  | 4  | 3  | 2  | 1  |

## Magyar nagydíj
Magyarországra eddig kétszer látogatott el a MotoGP, 1990-ben és 1992-ben, mindkétszer a Hungaroringen rendeztek futamot. 2025-től a Balaton Park Circuit-en rendezik meg a magyar nagydíjat.

## Érdekességek

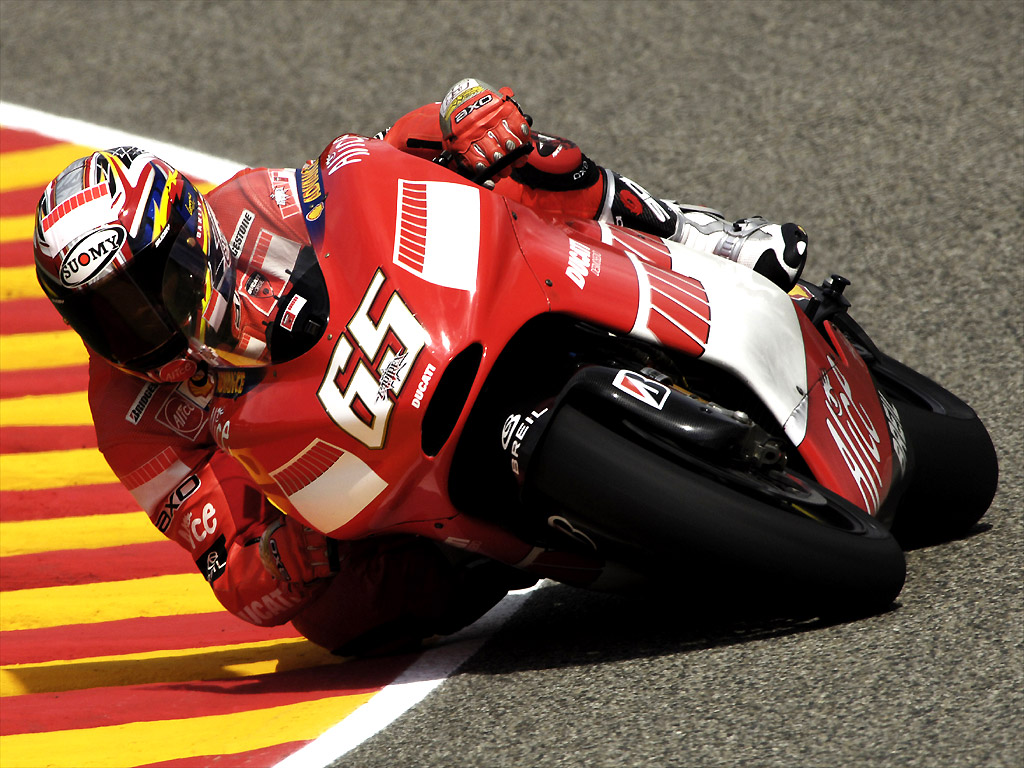
Loris Capirossi 2006-ban a Ducatival

- John Surtees az egyetlen olyan versenyző, aki egyszerre volt a 350 cm³-es, az 500 cm³-es kategória világbajnoka, és Formula–1-es világbajnok (1964).
- Valentino Rossi az egyetlen versenyző, aki négy különböző kategóriában is bajnok tudott lenni (125 cm³, 250 cm³, 500 cm³ és MotoGP).
- Eddie Lawson (1988, 1989) és Valentino Rossi (2003, 2004) az egyedüliek, akik egymást követő években lettek világbajnokok különböző csapattal.
- Freddie Spencer (1985), Harada Tecuja (1993), Manuel Poggiali (2003) és Dani Pedrosa (2004) az egyedüliek, akik versenyzésük első évében megnyerték a 250 cm³-es kategóriát. 1990-ben Loris Capirossi első próbálkozásával elhódította a 125 cm³-es címet. Emellett ő vett részt eddig a legtöbb futamon is.
- Emilio Alzamora az egyetlen, aki 125 cm³-es világbajnoki címet tudott nyerni úgy, hogy egyetlen nagydíjat sem nyert meg.

### Nők a MotoGP-ben
- Gina Bovaird (USA) az egyetlen nő, aki valaha is indult az 500 cm³-es kategóriában (1982, francia nagydíj).
- Katja Poensgen (Németország) az egyetlen, aki pontszerző helyen végzett egy 250 cm³-es futamon (2001, olasz nagydíj, 14. hely).
- Taru Rinne (Finnország) huszonöt pontot szerzett a 125 cm³-es osztályban az 1988-as és az 1989-es szezonban. Az 1988-as német nagydíjon második helyezést ért el.
- Igata Tomoko (Japán) harminc pontot szerzett a 125 cm³-es géposztályban az 1994-es és 1995-ös szezonokban.
- Inge Stoll (Németország) 1954 és 1958 között oldalkocsi-utasként versenyzett. Ő volt az első nő, aki valaha is részt vett a motoros világbajnokságon (1954).

## Lásd még
- MotoGP-nagydíjak listája